# Thaghoet
De term thaghoet of taghoet (Arabisch: طاغوت, ṭāġūt, meerv. طواغيت, ṭawāġīt) is een Arabisch begrip uit de islam en kan worden vertaald met iets wat de grens overschrijdt. Het is een vorm van bijgeloof, evenals shirk. Het begrip verwierf bekendheid na de moord op Theo van Gogh, doordat Mohammed Bouyeri het gebruikte. Het staat voor 'de Satan', of in zijn algemeenheid alles wat naast God aanbeden wordt.
Een persoon die bepaalde zaken, afkomstig van God, voor zichzelf claimt, behoort tot de thaghoet:
- Gods daden claimen, zoals de Schepping
- Gods eigenschappen claimen, zoals waarzeggerij
- Recht tot aanbidding opeisen.

Over de sharia verklaart Mohammed dat het geloof in God en het zich wenden naar de berechting die niet in de Koran staat niet bij elkaar horen: 
"Heb jij degenen niet gezien die dachten dat zij niet geloofden in wat aan jou geopenbaard is en in wat eerder voor jou geopenbaard is? Zij willen volgens de thaghoet berechten, hoewel hen toch bevolen was er niet in te geloven. En het is zo dat de Satan hen ver weg wil doen afdwalen.” 
De thaghoet zou op basis daarvan dus allerzins veelomvattender dan bijgeloof, of afgoderij zijn, het omvat dan alle manieren van leven die niet stroken met de islam, en dient volgens die opvatting dan ook te allen tijde verworpen te worden; de thaghoet aanhangen wordt gezien als collaboreren met Satan.
De thaghoet is voor extremistische moslims een belangrijk begrip voor het tot ongelovig verklaren van grote groepen mensen, omdat ze een van de voorwaarden van La-ilaha-illa-Allah (dat wil zeggen er is geen godheid waard om aanbeden te worden buiten God) overtreden: te weten de kufr-bi-thaghoet ofwel het verwerpen van de thaghoet. Een voorbeeld hiervan is het verwerpen van democratie, omdat - simpel gesteld - in dat systeem mensen op de stoel van Schepper gaan zitten, door zelf voor wetgever te spelen. Benadrukt moet worden dat het hier om de interpretatie van extremisten gaat in dit geval.
In Nederland verwierf de term thaghoet vooral bekendheid door de extremistische teksten van Mohammed Bouyeri en de Hofstadgroep; volgens hen waren onder andere: Ayaan Hirsi Ali, de burgemeester van de gemeente Amsterdam: Job Cohen en Geert Wilders, thaghoet.